# Sinar Rejeki
Sinar Rejeki is een bestuurslaag in het regentschap Lampung Selatan van de provincie Lampung, Indonesië. Sinar Rejeki telt 6.648 inwoners (volkstelling 2010).